# Communauté de communes de Lagor
La communauté de communes de Lagor est une ancienne communauté de communes française, située dans le département des Pyrénées-Atlantiques et la région Aquitaine.
La structure intercommunale initiale a été créée le 1er janvier 1995 et elle a été transformée en communauté de communes le 27 décembre 2000. Par arrêté préfectoral du 4 novembre 2010 les communautés de communes d'Arthez-de-Béarn, de Lacq, Lagor et Monein ont fusionné pour former la communauté de communes de Lacq.
Auparavant la communauté de communes avait abandonné certaines de ses compétences au profit des communes adhérentes. Celles-ci se sont regroupées dans le syndicat intercommunal de Lagor, créé le 9 novembre 2010, pour les exercer en commun.

## Composition
La communauté de communes regroupait 10 communes :
| Code INSEE | Commune           | Maire                     | Population | Superficie | Densité        | Délégués |
| ---------- | ----------------- | ------------------------- | ---------- | ---------- | -------------- | -------- |
| 64131      | Biron             | Jacques Cassiau-Haurie    | 556 hab.   | 400 ha     | 139,0 hab./km² |          |
| 64179      | Castetner         | Henri Louis Conques       | 155 hab.   | 656 ha     | 23,6 hab./km²  |          |
| 64286      | Laà-Mondrans      | Michel Lanabère           | 387 hab.   | 610 ha     | 63,4 hab./km²  |          |
| 64301      | Lagor             | Jacques Bonte             | 1 214 hab. | 2 097 ha   | 57,9 hab./km²  |          |
| 64349      | Loubieng          | Jean-François Barthet     | 450 hab.   | 2 343 ha   | 19,2 hab./km²  |          |
| 64367      | Maslacq           | Georges Trouilhet         | 747 hab.   | 1 333 ha   | 56,0 hab./km²  |          |
| 64440      | Ozenx-Montestrucq | Joseph Sarthou            | 351 hab.   | 1 634 ha   | 21,5 hab./km²  |          |
| 64505      | Sarpourenx        | Emmanuelle Lacroix-Chague | 269 hab.   | 335 ha     | 80,3 hab./km²  |          |
| 64512      | Sauvelade         | Jean-Claude Morère        | 226 hab.   | 1 186 ha   | 19,1 hab./km²  |          |
| 64556      | Vielleségure      | Philippe Arriau           | 404 hab.   | 1 431 ha   | 28,2 hab./km²  |          |
|            |                   |                           | 4 759 hab. | 12 025 ha  | 39,6 hab./km²  | 39       |